# Björnträsk Allmogeförening
Björnträsk Allmogeförening är en finlandssvensk förening som grundades 1903 i Sjundeå i Nyland. Föreningen är den äldsta fortfarande verksamma föreningen i Sjundeå. Björnträsk Allmogeförening tar hand om Björknäs föreningshus i Näsby och ordnar där olika evenemang. Huset hyrs också ut. En historik har skrivits om föreningens verksamhet när den fyllde 100 år 2003: Kultur med bondförstånd: Björnträsk allmogeförening 100 år.